# P진 해석학

폰트랴긴 쌍대 군에서 대응하는 character가 선택된 3진 정수

수학에서 {\displaystyle p}진 해석학(영어: p-adic analysis)은 {\displaystyle p}진수 함수에 대한 해석학을 다루는 수론의 한 분야이다.
{\displaystyle p}진수에 대한 복소 함수 이론은 국소 콤팩트 군에 대한 이론의 일부이다. {\displaystyle p}진 해석학에 대한 일반적인 의미는 대상 공간에 대한 {\displaystyle p}진 값 함수론이다.
{\displaystyle p}진 해석학은 주로 정수론과 관련 있으며, 디오판틴 기하학과 디오판틴 근사에서 중요한 역할을 한다. 일부 응용에서는 {\displaystyle p}진 함수 해석학 및 스펙트럼 이론의 개발이 필요했다. 여러 가지 면에서 {\displaystyle p}진 해석학은 고전적 해석학 보다 덜 미묘하다. 예를 들어 초거리 부등식은 {\displaystyle p}진 수의 무한 급수의 수렴이 훨씬 더 간단하다는 것을 의미하기 때문이다. {\displaystyle p}진 체 위의 위상 벡터 공간은 독특한 특징을 보여준다. 예를 들어 볼록성과 한-바나흐 정리와 관련된 측면은 다르다.

## 중요한 결과

### 오스트롭스키 정리
알렉산더 오스트롭스키(1916)가 증명한 오스트롭스키 정리는 유리수 체의 모든 자명하지 않은 절대값이 일반적인 절대값 또는 {\displaystyle p}진 절대값과 동일하다고 말한다.

### 말러의 정리
쿠르트 말러가 도입한 말러 정리는 다항식으로 연속 {\displaystyle p}진 함수를 표현한다.
표수가 0인 모든 체에서 다음 결과가 나타난다:
{\displaystyle (\Delta f)(x)=f(x+1)-f(x)}
를 차분 연산자라고 하자. 그런 다음 다항 함수 {\displaystyle f}를 뉴턴 급수
{\displaystyle f(x)=\sum _{k=0}^{\infty }(\Delta ^{k}f)(0){x \choose k}}
로 표현 할 수 있다, 여기서
{\displaystyle {x \choose k}={\frac {x(x-1)(x-2)\cdots (x-k+1)}{k!}}}
실수 분야에서 {\displaystyle f}가 다항식이라는 가정은 약화될 수 있지만 단순한 연속성까지 약화될 수는 없다.
말러는 다음과 같은 결과를 증명했다.
말러 정리: {\displaystyle f}가 {\displaystyle p}진 정수에 대한 연속 {\displaystyle p}진 값 함수이면 동일한 항등식이 유지된다.

### 헨젤 보조정리
쿠르트 헨젤의 이름을 따서 명명된 헨젤의 올림 보조정리라고도 하는 헨젤의 보조정리는 모듈러 산술의 결과로, 다항 방정식에 소수 {\displaystyle p}를 법으로 하는 단순 근이 있는 경우 이 근은 {\displaystyle p}의 더 높은 거듭제곱을 법으로 동일한 방정식의 유일한 근에 해당함을 나타낸다. 이 근은 {\displaystyle p}의 연속적인 거듭제곱들을 법으로 해를 반복적으로 "올림"하여 찾을 수 있다. 더 일반적으로 이는 방정식을 풀기 위한 뉴턴 방법의 완비 가환 환 (특히 {\displaystyle p}진 체 포함)에 대한 유사체의 일반적 이름으로 사용된다. {\displaystyle p}진 해석학은 어떤 면에서 실해석학보다 더 간단하기 때문에 다항식의 근을 보장하는 비교적 쉬운 판정법이 있다.
{\displaystyle f(x)}가 정수(또는 {\displaystyle p}진 정수) 계수를 갖는 다항식이고 {\displaystyle m,k}가 {\displaystyle m\leq k}인 양의 정수라고 하자. {\displaystyle r}이
{\displaystyle f(r)\equiv 0{\pmod {p^{k}}}} 그리고 {\displaystyle f'(r)\not \equiv 0{\pmod {p}}}
과 같은 정수인 경우
{\displaystyle f(s)\equiv 0{\pmod {p^{k+m}}}} 그리고 {\displaystyle r\equiv s{\pmod {p^{k}}}.}
인 정수 {\displaystyle s}가 존재한다. 또한 {\displaystyle s}는 {\displaystyle p^{k+m}}를 법으로 유일하며,
{\displaystyle s=r+tp^{k}} 여기서, {\displaystyle t=-{\frac {f(r)}{p^{k}}}\cdot (f'(r)^{-1})}
과 같이 명시적으로 계산할 수 있다.

## 국소-대역 원칙
하세 원리라고도 알려진 헬무트 하세의 국소-대역 원리는 중국인의 나머지 정리를 사용하여 각각의 다른 소수로 거듭제곱 해를 결합하여 방정식에 대한 정수 해를 찾을 수 있다는 생각이다. 이것은 유리수(실수 와 p진수)의 완비화에서 방정식을 검사하여 처리된다. 하세 원리는 특정 유형의 방정식이 각 소수 {\displaystyle p}에 대한 실수와 {\displaystyle p}진수에 해가 있는 경우에만 유리 해를 갖는다고 말한다.

## 응용

### p진 양자 역학
{\displaystyle p}진 양자역학은 기본 물리학의 특성을 이해하기 위한 비교적 최근의 접근 방식이다. 표준적인 양자역학의 수학적 형식화는 복소 함수 해석학을 기반으로 이뤄져 있다.  {\displaystyle p}진 해석학을 양자역학에 적용한 것이다.  {\displaystyle p}진수는 1899년 경 독일 수학자 쿠르트 헨젤이, 그리고 초기에 초급 형태로 독일 수학자 에른스트 쿠머 (1810-1893)가 발견한 직관적인 산술 시스템(그러나 기하학적으로 반직관적)이다. 이와 밀접한 관련이 있는 아델과 이델은 1930년대에 끌로드 슈발레와 앙드레 베유에 의해 소개되었다. 그들의 연구는 이제 수학의 주요 분야로 자리 잡았다. 이는 때때로 물리학에 적용되었지만 1987년 러시아 수학자 볼로비치가 출판하기 전까지는 물리학계에서 그 주제가 심각하게 다루어지지 않았다. 현재는 이 주제에 대한 수백 개의 연구 논문이 있으며 국제 저널도 있다.
주제에 대한 두 가지 주요 접근 방식이 있다. 첫 번째는 {\displaystyle p}진 포텐셜 우물에 있는 입자를 고려하며 목표는 매끄러운 복소수 값 파동함수 해를 찾는 것이다. 이 해들은 일상 생활과 어느 정도 친숙함을 갖는다. 두 번째는 {\displaystyle p}진 포텐셜 우물의 입자를 고려하며 목표는 {\displaystyle p}진 값 파동함수를 찾는 것이다. 이 경우 물리적 해석이 더 어렵다. 그러나 이는 수리물리학적으로 종종 눈에 띄는 특성을 나타내므로 사람들은 계속해서 연구하고 있다. 상황은 2005년에 한 과학자에 의해 다음과 같이 요약되었다: "나는 이 모든 결과가 그저 흥미로운 우연에 지나지 않고 단지 장난감 모형으로만 의미 있다고는 생각 할 수 없다. 이에 대한 더 많은 작업이 필요하고 가치가 있다고 생각한다."

## 같이 보기
- p진수
- P진 타이히뮐러 이론
- 국소 콤팩트 공간
- 실해석학
- 복소해석학
- 초복소수 해석학
- 조화 해석학

## 추가 문헌
- Koblitz, Neal (1980). 《p-adic analysis: a short course on recent work》. London Mathematical Society Lecture Note Series 46. Cambridge University Press. ISBN 0-521-28060-5. Zbl 0439.12011.
- Cassels, J.W.S. (1986). 《Local Fields》. London Mathematical Society Student Texts 3. Cambridge University Press. ISBN 0-521-31525-5. Zbl 0595.12006.
- Chistov, Alexander; Karpinski, Marek (1997). “Complexity of Deciding Solvability of Polynomial Equations over p-adic Integers”. 《Univ. Of Bonn CS Reports 85183》.
- Karpinski, Marek; van der Poorten, Alf; Shparlinski, Igor (2000). “Zero testing of p-adic and modular polynomials”. 《Theoretical Computer Science》 233 (1–2): 309–317. doi:10.1016/S0304-3975(99)00133-4. (preprint)
- A course in  p진 analysis, Alain Robert, Springer, 2000, ISBN 978-0-387-98669-2
- Ultrametric Calculus: An Introduction to  p진 Analysis, W. H. Schikhof, Cambridge University Press, 2007, ISBN 978-0-521-03287-2
- p진 Differential Equations, Kiran S. Kedlaya, Cambridge University Press, 2010, ISBN 978-0-521-76879-5